# Osiny (Włoszczowa)
Pour les articles homonymes, voir Osiny.
Osiny est une localité polonaise de la gmina de Secemin, située dans le powiat de Włoszczowa en voïvodie de Sainte-Croix.